# بوفالوی سفید
بوفالوی سفید (به انگلیسی: The White Buffalo) یک فیلم فانتزی و وسترن آمریکایی محصول سال ۱۹۷۷ به کارگردانی جی. لی تامپسون با بازی چارلز برانسون، کیم نواک، جک واردن، اسلیم پیکنز و ویل سمسون است.

## بازیگران اصلی
- چارلز برانسون در نقش وایلد بیل هیکوک
- ویل سمسون به عنوان اسب دیوانه
- جک واردن در نقش چارلی زین
- اسلیم پیکنز در نقش هابیل پیکنی
- کیم نواک در نقش پوکر جنی شررهرورن
- کلینت واکر در نقش سوت زدن جک کیلین
- استوارت ویتمن در نقش وینفرد کاکسی
- جان کارادین در نقش آموس بریگز
- ران تامپسون در نقش دلال محبت سگ منجمد

## تولید
برانسون قرارداد ساخت این فیلم را در ژوئیه ۱۹۷۵ امضا کرد. 
این فیلم در تلویزیون آمریکا تحت عنوان شکار برای کشتن به نمایش در آمد. 